# Eccobriga
Eccobriga, Ecobriga ou Ecobrogis est une cité antique de Galatie, en Asie Mineure. Elle fut notamment une cité galate. Son nom est notamment composé du suffixe celtique -briga « colline, mont », et par extension « hauteur fortifiée, forteresse ».
Située près de l'Halys, le consul Manlius Vulso y vainquit les Tectosages en 189 av. J.-C..
Son emplacement est mentionné parmi les stations de l’Itinéraire d'Antonin, entre Sarmalius (Kırıkkale) et Adapera (non identifiée), à 64 milles (129 km) à l'est d'Ancyre (Ankara) et 48 milles de Tavium (Büyüknefes). Sur cette base la Revue hittite et asianique l'identifie au village actuel de Çerikli (en) (district de Delice).